# 후지타 토시코
후지타 토시코(일본어: 藤田 淑子, 1950년 4월 5일~2018년 12월 28일)는 일본의 여성 성우, 배우, 내레이터, 가수이다. 중화인민공화국 랴오닝성 다롄시 출신이다. 아오니 프로덕션 소속이었다.